# 井川湖渡船

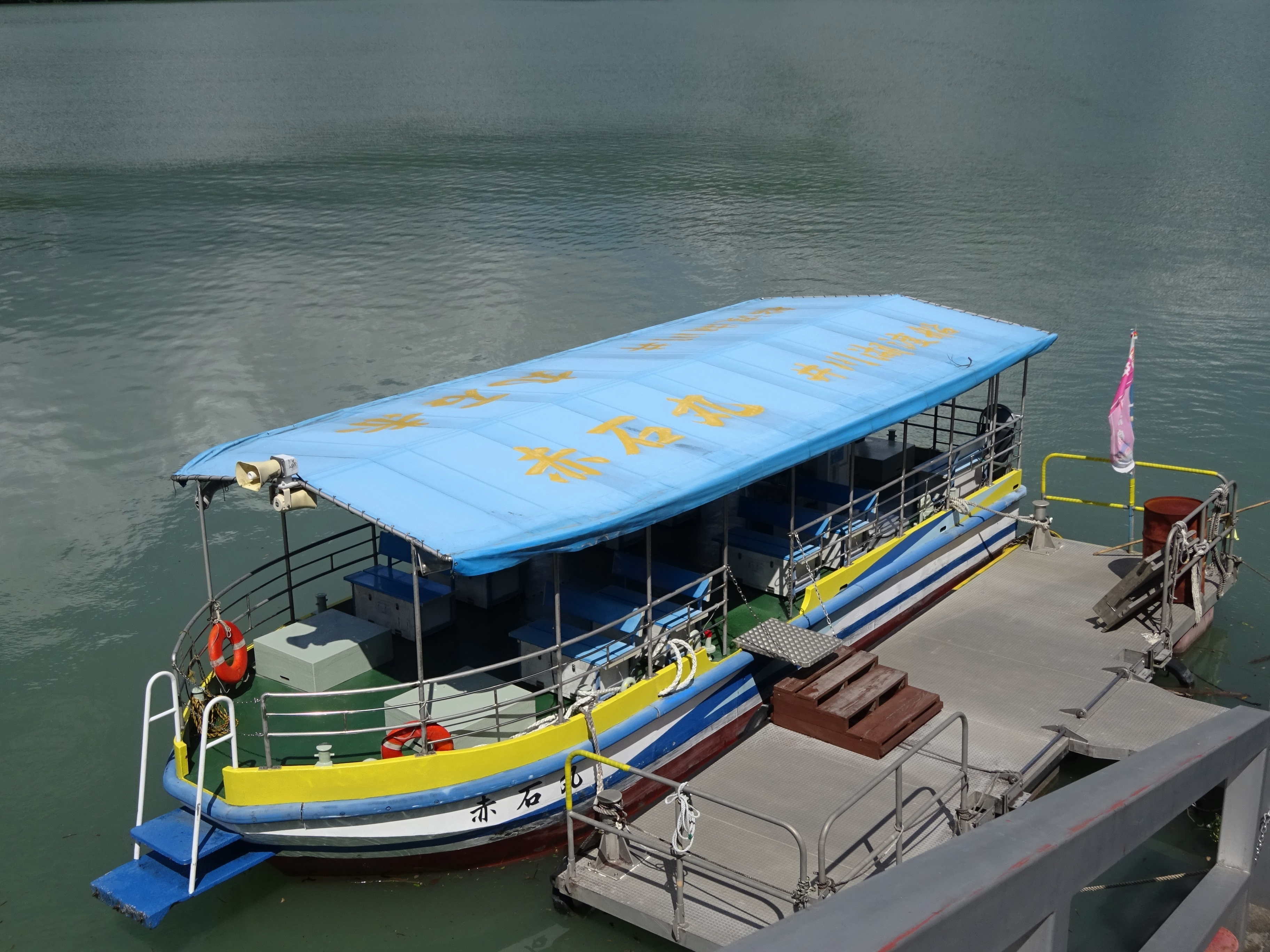
主力の赤石丸

井川湖渡船（いかわことせん）は、静岡県静岡市葵区の人造湖である井川湖内で、「定期便」「対岸交通」「周遊便」の役割を果たしながら運航される静岡市営の渡し船である。いずれの航路も無料で乗船することができる。

## 概要

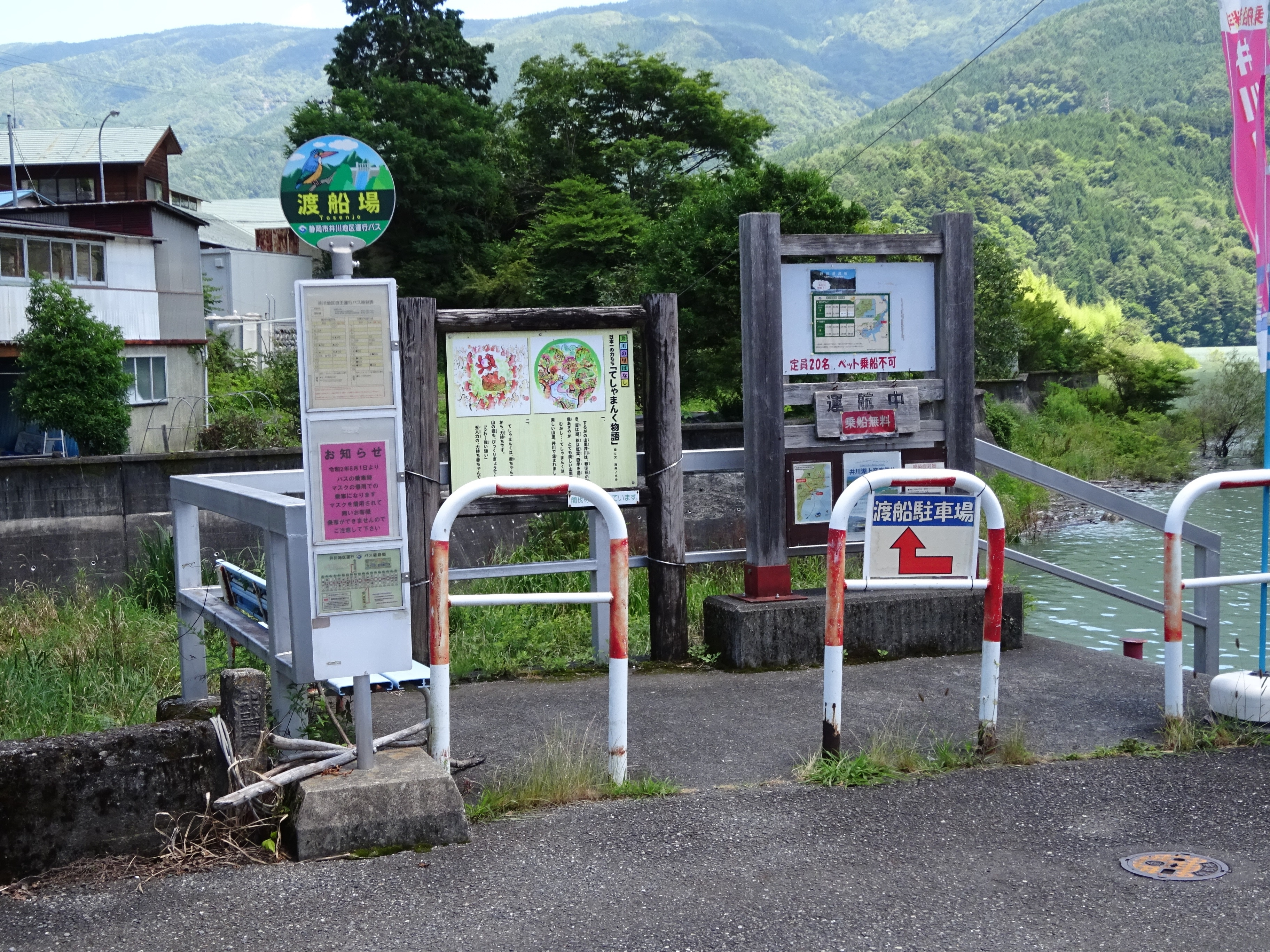
井川本村にある渡船場入口と案内

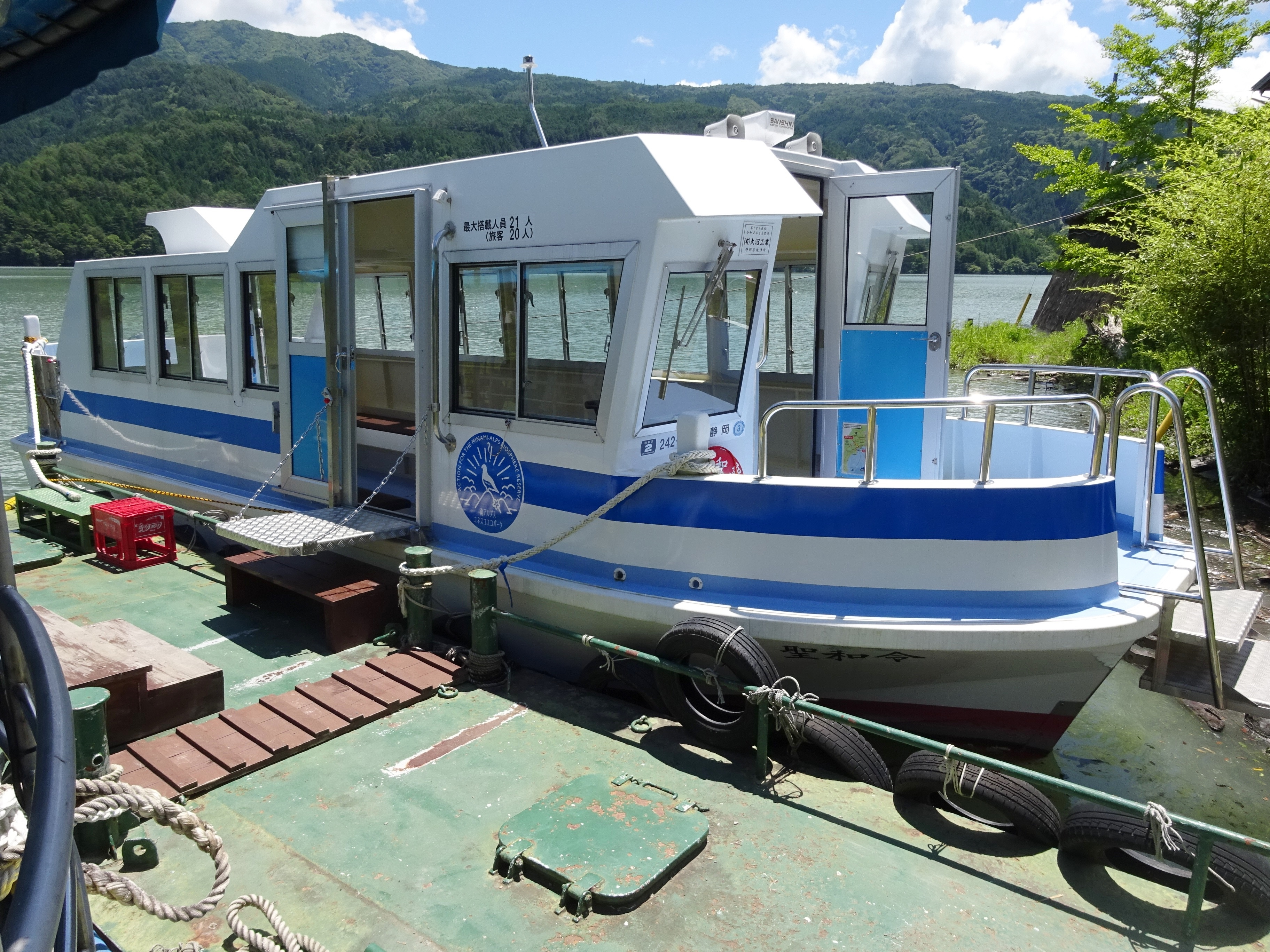
新造船「令和聖」

1957年（昭和32年）、井川ダムの完成により造られた井川湖によって、対岸への交通手段を失った住民の利便を図るため、1958年（昭和33年）に旧井川村の事業として始まった。当初は2隻で往来していたが、対岸交通利用者の減少と、観光客の増加に伴い、1994年（平成6年）から1隻を観光用に切り替え、定期観光船として井川湖を約40分ほどかけて回る周遊便の運航も始まった。
現在、主に使用されている船舶は窓のないオープンタイプで、1999年（平成11年）に就航した二代目「赤石丸」である。船名は、大井川源流の赤石岳に由来する。
2020年（令和2年）6月、それまで使用されてきた「第二聖丸（だいにひじりまる）」に代わり、新造船「令和聖（れいわひじり）」（20人乗り）が進水した。「令和聖」は主に周遊便に使用され、船室を設置しているため、雨の日や寒い日でも快適に乗船できる。船名は聖岳に由来する。

## 航路

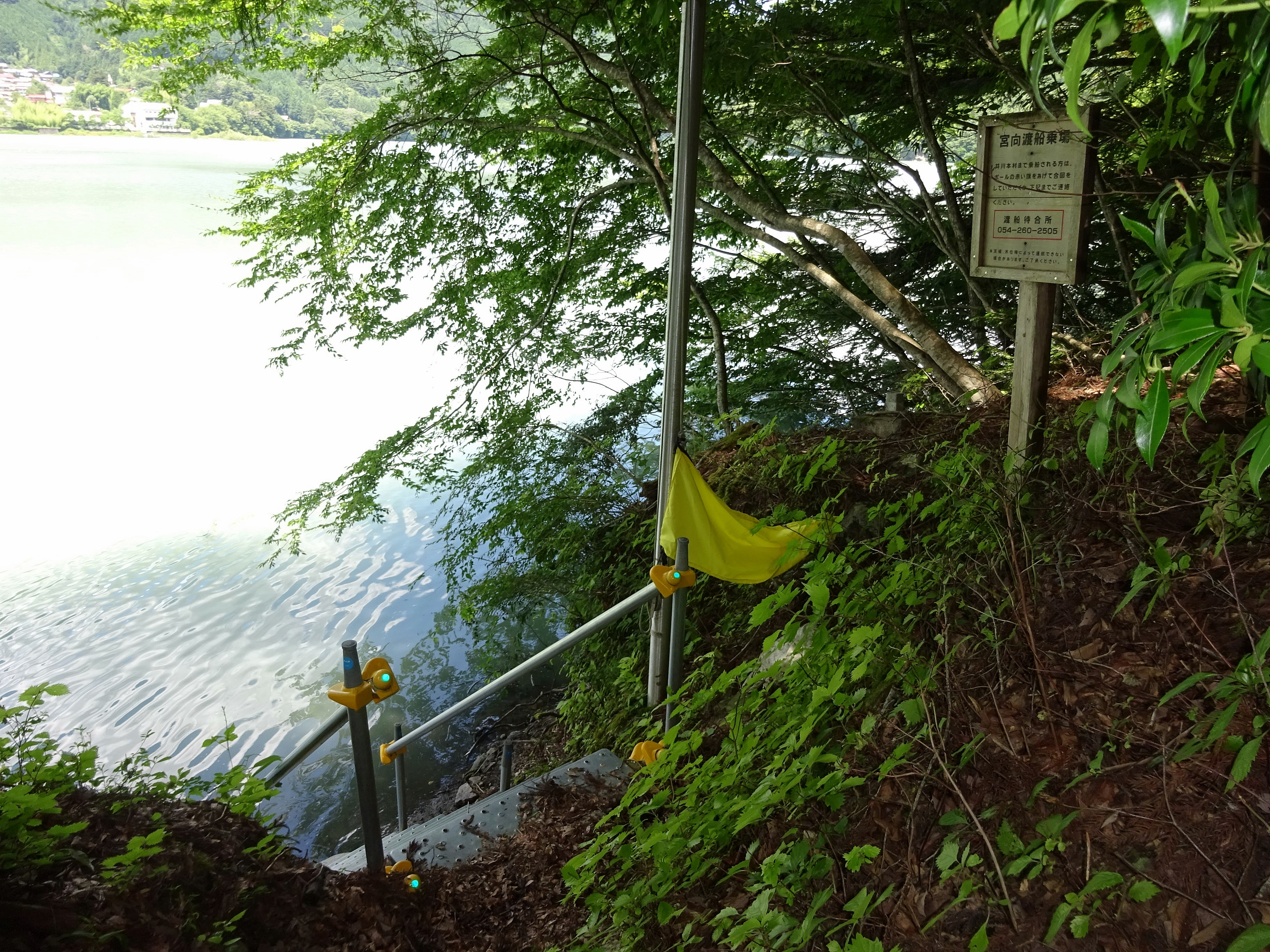
井川湖対岸の宮向渡船場

- 定期便（井川ダム - 井川本村）所要約20分

1日4便、大井川鐵道井川線井川駅の列車発着に合わせて運航され、秋季紅葉シーズンは増便される。井川湖の水位低下により、井川ダム乗り場に船が着岸できない場合は休航となる。
- 対岸交通（井川本村 - 宮向）所要約10分

黄旗掲揚、または電話によるリクエストベースにより適宜臨時便として運航される。当航路は、かつて人々が往来していた道に沿っている。宮向渡船乗り場は金属製の簡易階段が設置されているのみで、桟橋はない。周辺に平地はなく鬱蒼とした森が茂り、あまり整備されていない歩道が山腹に向かって延びる。
- 周遊便（井川本村 - 井川湖内・井川大橋周辺）所要約40分

要予約。

## 運航データ

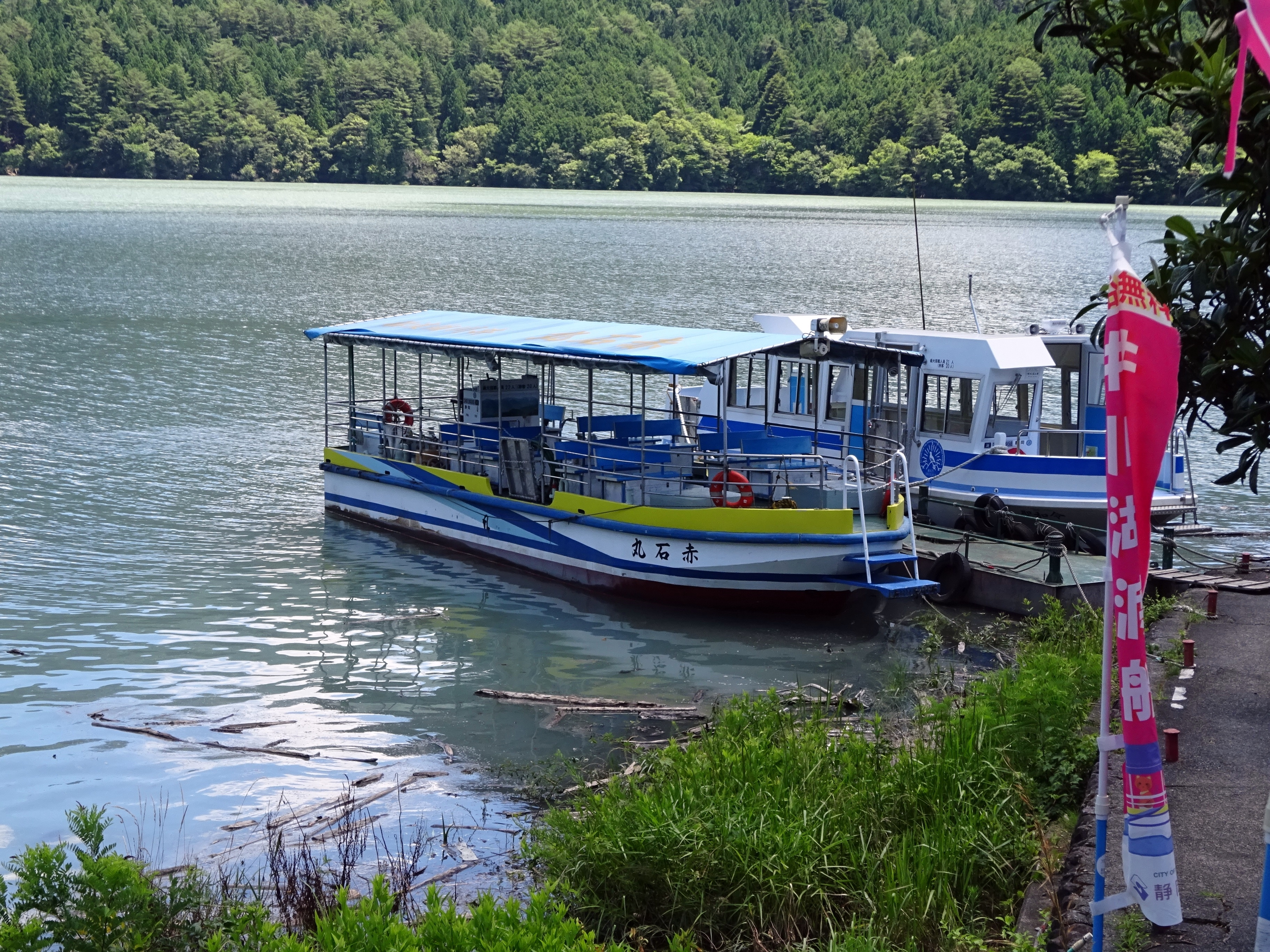
井川本村の乗船桟橋

- 運航期間：4月27日から12月22日まで（12月2日から22日は土日のみ運航）
  - 10月15日から12月1日までの土日祝日は増便あり。悪天候により休航となることがある。
- 運航時間：8：00 - 17：00
- 定員：20名（救命胴衣不要・自転車も乗船可）
- 利用料金：無料

## 乗船場へのアクセス

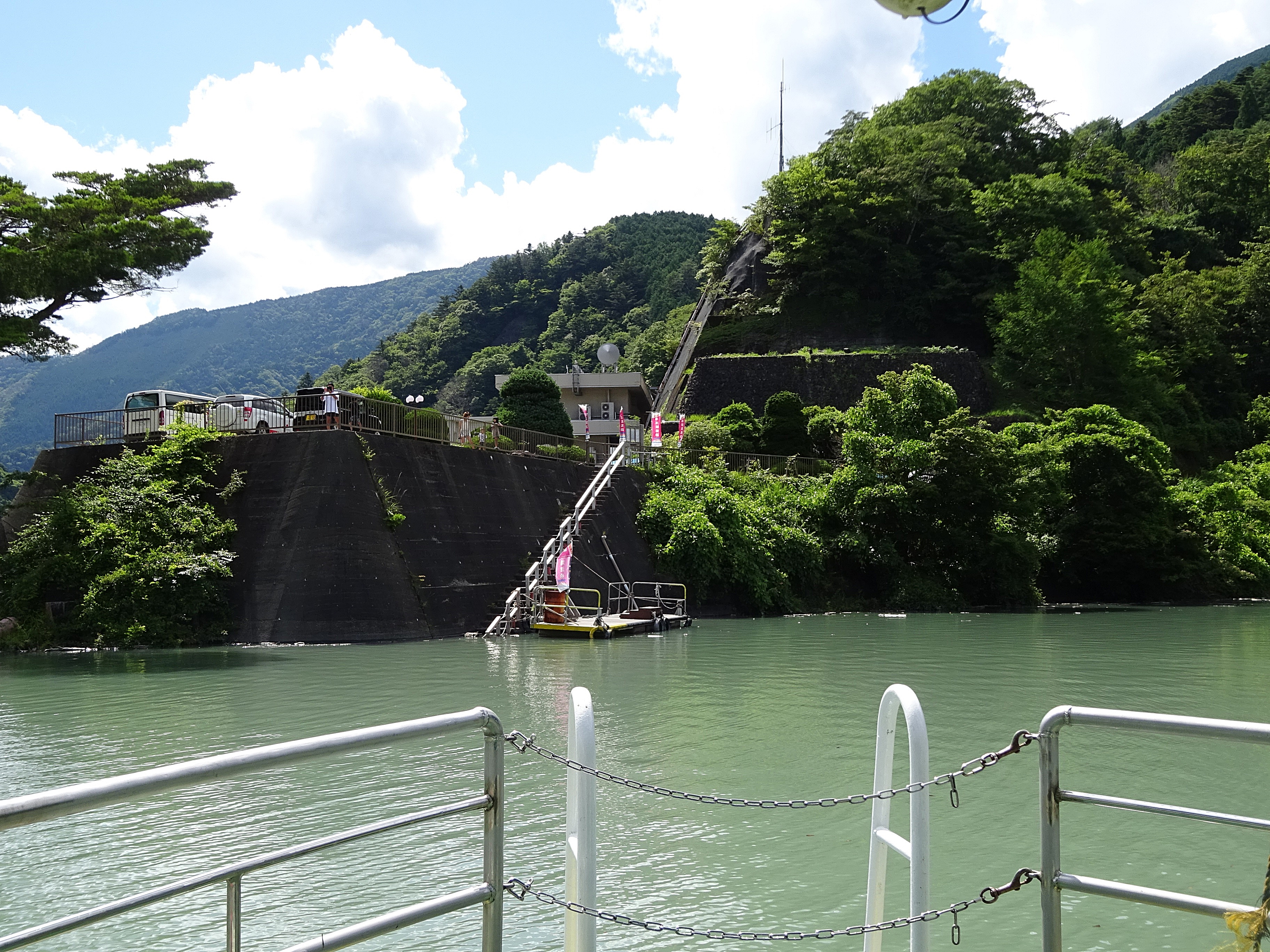
井川ダム渡船場

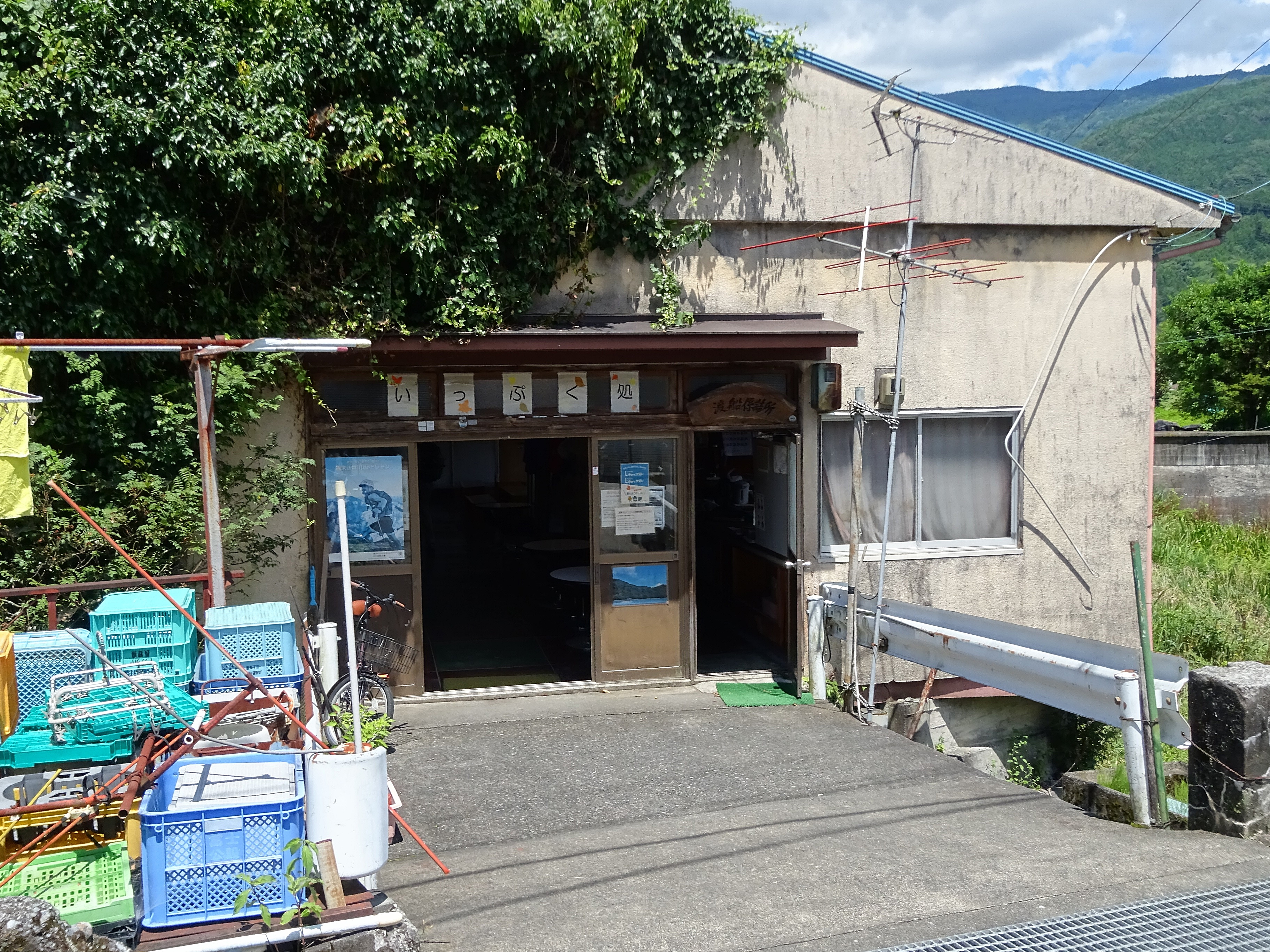
井川湖渡船待合室（いっぷく処）

- 井川本村乗船場 - 自主運行バスてしゃまんくん「渡船場」バス停横。運航員詰所を兼ねた渡船待合室（いっぷく処）がある。
- 井川ダム乗船場 - 大井川鐵道大井川本線「金谷駅」から「千頭駅」で井川線に乗り換え、終点「井川駅」下車。井川水力管理所方面へ徒歩約10分。待合室はない。